# Callipallene amaxana
Callipallene amaxana är en havsspindelart som först beskrevs av Ohshima, H. 1933.  Callipallene amaxana ingår i släktet Callipallene och familjen Callipallenidae. Inga underarter finns listade.